# Mary Ann Swenson
Mary Ann Swenson (* 8. Juli 1947 in Pine Bluff, Arkansas) ist eine US-amerikanische Bischöfin der United Methodist Church.

## Leben
Nach ihrer Schulzeit in Jackson, Mississippi, studierte Swenson am Millsaps College Theologie in Jackson und erreichte 1969 den Bachelor. Danach studierte sie an der School of Theology at Claremont, wo sie ihren Master erreichte. Am 31. August 1968 heiratete Swenson ihren Ehemann Jeffrey Joe Swenson in Elma, Washington. 1992 wurde Swenson zur Bischöfin geweiht. Sie ist derzeit (2016) stellvertretende Vorsitzende des Zentralausschusses des Ökumenischen Rates der Kirchen.